# Peștera Liliecilor (Rucăr-Bran)
Peștera Liliecilor, monument al naturii, este o arie protejată de interes național ce corespunde categoriei a III-a IUCN (rezervație naturală de tip speologic), situat în județul Brașov, pe teritoriul administrativ al comunei Moieciu, satul Peștera la 180 km de București. 

## Istoric
Existența acestei peșteri, cunoscută și sub numele de Peștera Mare sau Peștera Badichii, este semnalată în documente cu multe secole în urmă, primele săpături arheologice datând din anii 1957-1958. Grota este populată de colonii de lilieci, care au fost de-a lungul timpului cercetate din punct de vedere biospeologic de către cercetătorii Institutului de Speologie București.

## Descriere
Peștera Liliecilor cu o suprafață de 4,80 ha, are statut de monument natural național și se înscrie în zona specială de protecție a Parcului "Piatra Craiului". 
În galerii există specii rare de lilieci, care ar trebui să fie studiate doar de specialiști, care să știe cum trebuie tratat un astfel de obiectiv. Ar trebui să fie închisă publicului larg această peșteră. Peștera Liliecilor se află pe platforma Branului, la o altitudine de 950 m. Incinta are o lungime de 162 m, fiind modelată în calcare jurasice. Peștera este o grotă caldă, cu umiditate moderată și este presarată cu multe formatiuni calcaroase, cu „lacrimi ale pământului” și săli ce au tavane cu colorit diferit. Prin  Peștera Liliecilor curge un pârâiaș plin de mâl. Deși nu este necesar un echipament special, o lanternă fiind suficientă, este bine să aveți un echipament de protecție, pentru a evita murdărirea cu argilă și urme de guano, excremente ale liliecilor, justificate de existența în Peștera Liliecilor din satul Peștera a numeroși lilieci solitari sau grupați în colonii.
Specialiștii de la administrația Parcului Național "Piatra Craiului" sunt de părere că peștera nici măcar nu ar trebui să fie vizitată, deoarece se pune în pericol habitatul mamiferelor de la care îi provine numele, respectiv liliecii. "Aici suntem în dezacord cu cei de la Primăria Moieciu, care vor să transforme peștera în obiectiv turistic.